# Litteraturvidenskab
 Der er for få eller ingen kildehenvisninger i denne artikel, hvilket er et problem. Du kan hjælpe ved at angive troværdige kilder til de påstande, som fremføres i artiklen.

Litteraturvidenskab er det videnskabelige studium af litteratur. Som videnskabelig disciplin hører litteraturvidenskab under humaniora. Litteraturvidenskaben omfatter blandt andet disciplinerne litteraturhistorie, litteraturanalyse og litteraturteori. Litteraturvidenskabens genstandsområde er primært skønlitteratur, som ofte inddeles i de tre hovedgenrer epik, lyrik og drama. En person, som fagligt beskæftiger sig med litteratur kaldes en litterat. Ifølge Rita Felski er der i litteraturvidenskabelige sammenhænge et stærkt fokus på opmærksomme nærlæsninger af litteraturens form og udtryk, lige meget hvilken tradition man taler om: ”Akademiske modeluner kommer og går, men den skarpe opmærksomhed rettet mod sproglige nuancer og formtræk anses fortsat - blandt de fleste litteraturforskere og folk der underviser i litteratur – for at være et uomgængelig faglig kompetence. Det er simpelthen det vi gør her.”

## Metoder
Litteraturvidenskaben har især i det 20. århundrede udviklet eller medvirket til at udvikle en række metodiske retninger. Markante retninger er fx biografisme, formalisme, nykritik, marxistisk litteraturkritik, strukturalisme, hermeneutik, narratologi, dekonstruktion, og forskellige former for poststrukturalisme samt en række mere ideologikritiske læseformer: herunder feministisk litteraturkritik, queerteori, økokritik og postkolonialisme. Derudover gør litteraturvidenskaben også brug af metoder og teorier fra bl.a. sociologi, filosofi, historie, lingvistik, æstetisk teori og psykoanalyse.
Litteraturvidenskab udspringer altså af en række forskellige videnskabelige discipliner. For eksempel stammer arbejdet med stilistik og metrik fra studiet af retorik, studiet af forfattere og deres samtid har rødder i historievidenskab, og fiktions- og genrestudier kendes fra studiet af poetik. Forskerne beskæftiger sig ofte med perioder og strømninger i litteratur- og kulturhistorien som renæssancen, barokken, oplysningstiden, romantikken, det moderne gennembrud og modernismen.

## Historie
Litteraturvidenskab udspringer af studierne af sprog, retorik, filosofi og teologi. Men hvor disse undersøger deres egne specifikt afgrænsede dele af litteraturen, undersøger litteraten skønlitteratur på tværs af sprog, genrer, tid og tematikker. Mange litterater er dog specialister i afgrænsede sprogområders litteratur fx dansk litteratur, amerikansk litteratur eller tysk litteratur.
Et af de tidligste litteraturvidenskablige værker er er Aristoteles’ Poetikken fra ca. år 300 f.Kr. Heri præsenteres begreber som mythos (handling, organisering af begivenheder), mimesis (gengivelse af menneskelig handlen), katarsis (renselse) og peripeti (skæbneomslag), der sidenhen er blevet centrale for det litteraturvidenskablige arbejde, ofte i analysen af antikkens dramatik, herunder tragedien, som også er udgangspunktet for Poetikken.

## Litteraturvidenskabsuddannelsen i Danmark
I Danmark udbyder Københavns Universitet og Syddansk Universitet i Odense bachelor- og kandidatuddannelser i litteraturvidenskab. De er opbygget af tre grundelementer: litteraturhistorie, litteraturanalyse og litteraturteori. Tilsvarende uddannelse hedder på Aarhus Universitet Litteraturhistorie. Bachelorer får graden Bachelor of Arts (BA), mens færdiguddannede kandidater bliver cand.mag. Danskfaget, engelskfaget, tyskfaget og andre sprogfag indeholder også litteraturvidenskabelige delmængder, men dækker også over andre fagfelter som medievidenskab, historie og lingvistik og har således ikke samme fokus på litteratur.